# Щуко, Татьяна Владимировна
Татьяна Владимировна Щуко (7 сентября 1934, Ленинград — 21 февраля 2016, Санкт-Петербург) — советская и российская актриса театра и кино, народная артистка РСФСР (1986), лауреат Государственной премии Российской Федерации (1999, 2002).

## Биография
Дочь архитектора Владимира Щуко. Училась на филологическом факультете Ленинградского государственного университета. Во время учёбы в университете участвовала в постановках Театра-студии ЛГУ. В 1957 году поступила в труппу Петрозаводского музыкально-драматического театра. В 1958 году перешла в Ленинградский театр драмы и комедии. Сыграла более 60 ролей. С 2003 также принимала участие в постановках Малого драматического театра.
Умерла 21 февраля 2016 года. Похоронена 12 марта 2016 года на Литераторских мостках.

### Семья
- Отец — архитектор, художник театра Владимир Алексеевич Щуко (1878—1939).
- Старшая сестра — театральная актриса Марина Владимировна Щуко (1915—1979), народная артистка РСФСР.

## Признание и награды
- Заслуженная артистка РСФСР (23 мая 1979 года)
- Народная артистка РСФСР (18 июля 1986 года)
- Государственная премия Российской Федерации в области литературы и искусства 1999 года (в области театрального искусства) (9 июня 2000 года) — за спектакли Российского государственного академического театра драмы имени А. С. Пушкина (Александрийского) «P.S. капельмейстера Иоганеса Крейслера, его автора и их возлюбленной Юлии» (каденции на темы произведений В. А. Моцарта и Э. Т. А. Гофмана) и Государственного драматического театра на Литейном «Лес» по пьесе А. Островского[3].
- Государственная премия Российской Федерации в области литературы и искусства 2002 года (в области театрального искусства) (5 июня 2003 года) — за спектакль Академического Малого драматического театра — Театра Европы «Московский хор»[4].
- Премия «Золотая маска» в номинации «Лучшая женская роль» за исполнение роли Лики в спектакле «Московский хор» (2003 год).
- Орден «За заслуги перед Отечеством» IV степени (21 декабря 2005 года) — за большой вклад в развитие отечественной культуры и искусства, многолетнюю творческую деятельность[5]

## Творчество

### Роли в театре
- Любовь — «Последние», М. Горький
- Елена — «Чудаки», М. Горький
- Фрау Фламм — «Розе Бранд», Г. Гауптман
- Простакова — «Недоросль», Д. Фонвизин
- Баба Шура — «Любовь и голуби», В. Гуркин
- Шарлотта — «Лавидж», П. Шеффер
- Улита — «Лес», А. Островский
- Сестра Рэтчед — «Полёт над гнездом кукушки», К. Кизи
- Лика — «Московский хор», Л. Петрушевская (Малый драматический театр)
- Мария Васильевна — «Дядя Ваня», А. Чехов (Малый драматический театр)

### Фильмография
- 1975 — На всю оставшуюся жизнь — жена Кравцова
- 1992 — Томас Бекет — Королева-мать
- 1998 — Горько!
- 2006 — Вепрь — Ольга Петровна Белявская